# Promozione Piemonte-Valle d'Aosta 1970-1971
Nella stagione 1970-1971 la Promozione era il quinto livello del calcio italiano (il massimo livello regionale). Qui vi sono le statistiche relative al campionato in Piemonte e in Valle d'Aosta gestito dal Comitato Regionale Piemontese.
Il campionato è strutturato in vari gironi all'italiana su base regionale, gestiti dai Comitati Regionali di competenza. Promozioni alla categoria superiore e retrocessioni in quella inferiore non erano sempre omogenee; erano quantificate all'inizio del campionato dal Comitato Regionale secondo le direttive stabilite dalla Lega Nazionale Dilettanti, ma flessibili, in relazione al numero delle società retrocesse dalla Serie D e perciò, a seconda delle varie situazioni regionali, la fine del campionato poteva avere degli spareggi sia di promozione che di retrocessione.

## Squadre partecipanti
| Squadra                         | Città (provincia)          |
| ------------------------------- | -------------------------- |
| U.S. Albese                     | Alba (CN)                  |
| Pol. Carletto Michelis          | Busca (CN)                 |
| U.S. Castellamonte              | Castellamonte (TO)         |
| A.C. Chieri                     | Chieri (TO)                |
| A.C. Cinzano                    | Santa Vittoria d'Alba (CN) |
| C.S. Ciriè                      | Cirié (TO)                 |
| G.S. Ex Alunni Istituto Sociale | Torino                     |
| U.S. Fossanese                  | Fossano (CN)               |
| U.S. Juventus Domo              | Domodossola (NO)           |
| U.R.S. La Chivasso              | Chivasso (TO)              |
| Oleggio Sportiva                | Oleggio (NO)               |
| U.S. Novese Velluti Dellepiane  | Novi Ligure (AL)           |
| G.S. Pro Molare                 | Molare (AL)                |
| U.S. Santhià                    | Santhià (VC)               |
| Stresa Sportiva                 | Stresa (NO)                |
| U.S. Valenzana                  | Valenza (AL)               |
| A.S. Virtus Villadossola        | Villadossola (NO)          |

## Classifica finale
|  | Pos. | Squadra                  | Pt  | G   | V   | N   | P   | GF  | GS  | DR  |
|  | ---- | ------------------------ | --- | --- | --- | --- | --- | --- | --- | --- |
|  | 1.   | Albese                   | 45  | 32  | 19  | 7   | 6   | 58  | 21  | +37 |
|  | 1.   | Juventus Domo            | 45  | 32  | 18  | 9   | 5   | 47  | 21  | +26 |
|  | 1.   | Virtus Villadossola      | 45  | 32  | 18  | 9   | 5   | 51  | 26  | +25 |
|  | 4.   | Chieri                   | 44  | 32  | 18  | 8   | 6   | 50  | 25  | +25 |
|  | 4.   | Istituto Sociale Cafasse | 44  | 32  | 17  | 10  | 5   | 48  | 26  | +22 |
|  | 6.   | Fossanese (-1)           | 37  | 32  | 15  | 8   | 9   | 39  | 33  | +6  |
|  | 7.   | Oleggio                  | 33  | 32  | 13  | 7   | 12  | 34  | 38  | -4  |
|  | 8.   | Stresa (-1)              | 31  | 32  | 11  | 10  | 11  | 37  | 35  | +2  |
|  | 9.   | Carletto Michelis Busca  | 30  | 32  | 11  | 8   | 13  | 42  | 47  | -5  |
|  | 10.  | Castellamonte            | 29  | 32  | 10  | 9   | 13  | 33  | 37  | -4  |
|  | 11.  | Cinzano                  | 28  | 32  | 8   | 12  | 12  | 24  | 30  | -6  |
|  | 11.  | Valenzana                | 28  | 32  | 9   | 10  | 13  | 29  | 35  | -6  |
|  | 13.  | Novese                   | 27  | 32  | 11  | 5   | 16  | 34  | 46  | -12 |
|  | 14.  | Pro Molare (-3)          | 23  | 32  | 8   | 10  | 14  | 23  | 35  | -12 |
|  | 15.  | La Chivasso              | 21  | 32  | 7   | 7   | 18  | 29  | 47  | -18 |
|  | 15.  | Ciriè                    | 21  | 32  | 6   | 9   | 17  | 31  | 51  | -20 |
|  | 17.  | Santhià                  | 8   | 32  | 2   | 4   | 26  | 24  | 80  | -56 |
|  |      |                          | 539 | 544 | 201 | 140 | 201 | 633 | 633 | 0   |

Legenda:
      Promosso in Serie D 1971-1972.
      Retrocesso in Prima Categoria.
Regolamento:
Due punti a vittoria, uno a pareggio, zero a sconfitta.
Pari merito in caso di pari punti.
Note:
Stresa e Fossanese hanno scontato 1 punto di penalizzazione in classifica per una rinuncia.
Pro Molare ha scontato 3 punti di penalizzazione in classifica per tre rinunce.

### Spareggi promozione
|                     | Risultati |                     | Luogo e data                     |
| ------------------- | --------- | ------------------- | -------------------------------- |
| Albese              | 1 - 0     | Virtus Villadossola | Casale Monferrato, 2 luglio 1971 |
| Virtus Villadossola | 1 - 1     | Juventus Domo       | Novara, 5 luglio 1971            |
| Albese              | 0 - 0     | Juventus Domo       | Casale Monferrato, 9 luglio 1971 |
|                     |           |                     |                                  |

- Albese e Juventus Domo promosse in Serie D 1971-1972.